# Denis Polochin
Denis Olegovič Polochin (in russo Денис Олегович Полохин?; Biškek, 7 dicembre 1990) è un ex cestista russo.

## Palmarès
- Campionato russo: 2

CSKA Mosca: 2008-2009, 2010-2011